# メガロポリスのフィロポイメン

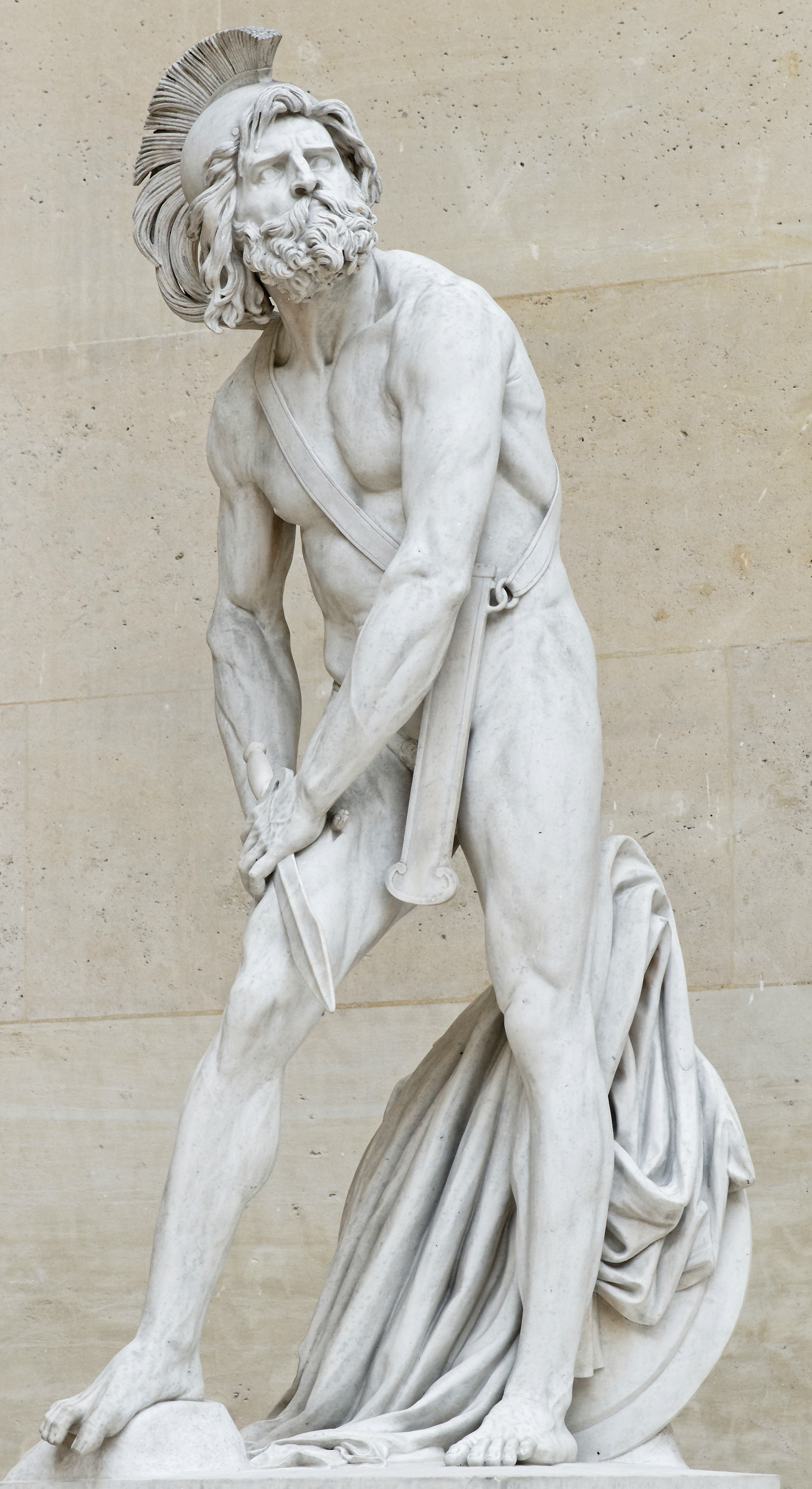
ダビッド・ダンジェ（:en:David d'Angers）製作の彫刻 『フィロポイメン』、1837年、ルーヴル美術館所蔵

フィロポイメン（希: Φιλοποίμην、ラテン文字転記：Philopoimen、紀元前253年 - 紀元前183年）は、アルカディアのメガロポリス(英語版)の政治家・将軍であり、アカイア同盟の指導者である。彼は八度アカイア同盟の将軍職（ストラテゴス）を勤め、アカイア同盟の強大化に貢献し、アカイア同盟にペロポネソス半島における覇権をもたらした。彼以降古代ギリシアはさしたる人物を生まなかったと捉えたローマ人によって「最後のギリシア人」と呼ばれた。

## 青年期
フィロポイメンはクラウギスの子であるが、フィロポイメンが幼い頃に死んだため、フィロポイメンはかつてクラウギスに恩を受けたその友人クレアンドロスに育てられた。フィロポイメンはアカデメイア派の哲学者エクデモスとデモファネスによる教育を受けた。シキュオン、キュレネの僭主を打倒するなど民主制を奉じていたこの師たちによってフィロポイメンは民主制の精神を教え込まれた。フィロポイメンは紀元前4世紀のテバイの名将エパメイノンダスを範と仰ぎ、その高潔さを見習い、贅沢を慎み粗末な服装を纏い、国家に忠実に奉仕した。しかし、フィロポイメンは攻撃的で戦好き、おまけに激情家であったため、エパメイノンダスの温和さを真似することはかなわなかった。

## クレオメネス戦争
クレオメネス戦争において、スパルタ王クレオメネス3世にメガロポリスはよって占領された（紀元前223年）が、フィロポイメンをはじめとするメガロポリス人の抗戦により時間が稼がれ、多くのメガロポリス人がメッセニアまで逃げおおせた。この時30歳だったフィロポイメンは馬を失い、数箇所を負傷するほどの奮戦振りを示した。クレオメネスは彼に下ったメガロポリス人をメッセニアに遣わし、アカイア同盟を脱退してスパルタの味方になるならばメガロポリス人にこのポリスを返還するという寛大な条件を示した。しかしフィロポイメンは頑としてそれに反対してクレオメネスを弾劾し、使者は追い返された。そのためにクレオメネスはメガロポリスを略奪、破壊して去った。
クレオメネス戦争に参加したマケドニア王アンティゴノス3世はアカイア人をはじめとする連合軍を率いてクレオメネス率いるスパルタ軍と紀元前222年にセラシアで激突した（セラシアの戦い）。この時アカイアの市民部隊を率いたフィロポイメンはイリュリア人部隊の隣に配置された。イリュリア人は早まってクレオメネスの弟エウクレイダスの部隊に攻撃を仕掛けたが、エウクレイダスは傭兵部隊をイリュリア人の背後に回りこませ、イリュリア人は逆に窮地に陥った。この時フィロポイメンは指揮官にこれを知らせたが、青二才と侮られて話を聞いてもらえなかった。そのため、彼は手持ちの市民部隊を率いて正面の敵に突撃し、これが呼び水となってやがてエウクレイダスの部隊は壊滅した。この戦功によってフィロポイメンは一躍勇名をはせ、彼の活躍ぶりはアンティゴノスの目に留まった。アンティゴノスはフィロポイメンを召抱えようとしたが、フィロポイメンはそれを断った。一方で、この戦いが決定的敗北となったクレオメネスはエジプトへの亡命を強いられ、スパルタは敗戦した。

## クレタ島から騎兵隊長まで
紀元前221年にフィロポイメンは戦争中のクレタに傭兵隊長として渡って戦った。10年間後の帰国に際して彼はアカイア同盟の騎兵指揮官に任命された。当時のアカイアの騎兵たちは惰弱であったため、彼はそれを勇猛な騎兵に鍛え上げた。同じ年にフィロポイメン率いるアカイア軍はラリソス川でアイトリア・エリス連合軍と戦って破り、自らの手で敵将デモファントスを討ち取った。この勝利によってフィロポイメンの名声はギリシア中に響いた。また、彼はアカイア同盟の歩兵の装備を改革しもした。これまでのアカイア軍の装備は短い槍と軽く薄い楕円形の盾であり、これは遠距離での戦いには有利でも白兵戦においては不利で戦列は簡単に突破されていた。彼はファランクスを形成するに都合が良い長槍と丸盾に変えた。

## スパルタの僭主との戦い
紀元前207年にスパルタの僭主マカニダス率いるスパルタ軍がマンティネイアを攻撃した時、フィロポイメンはアカイア軍を率いて向い、戦いが起こった（マンティネイアの戦い）。この戦いでフィロポイメンは一騎討ちで敵将マカニダスを討ち取り、勝利した。
マカニダスの死後スパルタの支配者になったナビスはスパルタの勢力拡大を目論んだ。第一次マケドニア戦争の後、ナビスはアカイア同盟との間で戦争を起こした。紀元前201年に彼はメッセネを夜襲して占領した。フィロポイメンはアカイア軍の総司令官リュシッポスにメッセネ救援を説いたが容れられなかったため、彼に従った市民を率いて向った。これを知ったナビスはすぐにメッセネから撤退した。
その後、紀元前199年にストラテゴスの任期が切れるとフィロポイメンは再びクレタへ渡り、ゴルテュンを援助したが、時はナビスとの戦争中だったために彼のこの行動はメガロポリス人の不興を買い、追放処分を受けそうになったものの、無罪となり、彼はクレタから帰国した。その時ギリシア本土ではスパルタとローマとの間で戦争が行われており、紀元前193年にストラテゴスに任命されたフィロポイメンはスパルタと海戦をしたが、海戦は不慣れだったために敗れた。しかし、その後彼は陸に上がると敵の陣営を焼き払い、多数の敵兵を殺す活躍を見せた。その後、ナビスが待ち伏せを仕掛けた時、地形に合わせて巧みに隊列を変えたフィロポイメンはナビスを返り討ちにした。

## スパルタの服従
ローマと講和したナビスは紀元前192年にアカイアとローマに対抗するために援軍として招いたアイトリア兵の裏切りにあって殺されたため、フィロポイメンはこの機に乗じて軍を率いてスパルタに向い、スパルタをアカイア同盟に加入させた。この時スパルタ人はフィロポイメンに僭主からスパルタを開放したとしてナビスの館を贈ろうとしたが、彼はそれを固辞してその清廉さを示した。
紀元前191年にフィロポイメンの次のストラテゴスであるディオファネスは反乱の気配があるとしてスパルタを攻めようとしたが、フィロポイメンはローマとシュリアがギリシアで矛を交えている時に早まった行動はすべきではないとして諌めたが、ディオファネスはそれを聞かず、ティトゥス・クィンクティウス・フラミニヌスのローマ軍と共にスパルタに侵攻した。自分の言うことが聞き入れられずに怒ったフィロポイメンは単身スパルタに赴き、ディオファネスとフラミニヌスに対してスパルタ市の城門を閉ざした。
しかしその後のフィロポイメンのスパルタへの処置は以下のように苛烈極まるものであった。スパルタ人が何らかの敵対行動をしたとして紀元前188年にフィロポイメンはいくらかのスパルタ人（アリストクラテスによれば350人、ポリュビオスによれば80人）を処刑して市を囲む城壁を破壊し、スパルタの領土の一部をメガロポリスに付け足し、市民3000人を奴隷に売った。この時彼は多くの人々を追放した代わりにかつて追放されていたアカイア同盟に協力的なスパルタ人を呼び戻した。さらにリュクルゴスの定めた法制度を廃止してアカイア式の制度や教育を強いた。

## 晩年
シュリア王アンティオコス3世を下した後のギリシアにおけるローマの権勢は日の出の勢いであったが、アカイア同盟がローマに対抗できると最後まで信じていたフィロポイメンは彼が追放したスパルタ人の帰国をローマが迫った時にそれを拒絶するなどローマに楯突いた。
フィロポイメンが齢70に達した頃（紀元前183年）、デイノクラテスの先導の下メッセネで反アカイア同盟の反乱が起こり、ディノクラテスはコロニスという町を攻撃しようとしていた。それを聞いた時アルゴスにいたフィロポイメンはメガロポリスへと一日で急行し、すぐに騎兵部隊を率いて出撃した。彼はエウアンドロスという丘の近くでデイノクラテスと戦い、一度は敗走させたものの、敵の新手500人がやってきた。このため、包囲されることを恐れたフィロポイメンは撤退したが、落馬したところを捕えられた。
牢獄に入れられたフィロポイメンは毒を飲むよう勧められた。その時彼はリュコルタスという将軍の安否を問い、リュコルタスが逃げおおせたと聞くと「あなたはよい知らせを教えてくれた。我々は全く不幸というわけでもないようだ」と言い、毒を仰いで死んだ。
その後、アカイア同盟はフィロポイメン処刑の報復のため兵を起こし、リュコルタス指揮の下でメッセニアを攻撃し、デイノクラテスは自殺した。フィロポイメンは火葬され、その遺骨はメガロポリスまであたかも勝利の末の凱旋のように運ばれ、リュコルタスの子で後に歴史家としてフィロポイメンの活躍を後世に残すポリュビオスがそれに付き添った。

## 註
1. ↑  ルーブル美術館 彫刻 : 19世紀のフランス "フィロポイメン"
2. ↑  プルタルコス, 「フィロポイメン」, 1
3. ↑  パウサニアス, VIII, 49, 3
4. ↑  プルタルコス, 「クレオメネス」, 24-25
5. ↑  プルタルコス, 「フィロポイメン」, 5
6. ↑  ibid, 6
7. ↑  ポリュビオス, II, 67, 3-8
8. ↑  プルタルコス, 「フィロポイメン」, 7
9. ↑  パウサニアス, VIII, 49, 7
10. ↑  プルタルコス, 「フィロポイメン」, 9
11. ↑  パウサニアス, VIII, 50, 1
12. ↑  ポリュビオス, XI. 11. 1-2
13. ↑  ibid, XI. 18. 4
14. ↑  プルタルコス, 「フィロポイメン」, 10
15. ↑  パウサニアス, VIII, 50, 2
16. ↑  プルタルコス, 「フィロポイメン」, 12
17. ↑  パウサニアス, VIII, 50, 5
18. ↑  プルタルコス, 「フィロポイメン」, 13
19. ↑  パウサニアス, VIII, 50, 6
20. ↑  プルタルコス, 「フィロポイメン」, 14
21. ↑  ibid, 15
22. ↑  パウサニアス, VIII, 51, 1-2
23. ↑  ibid, VIII, 51, 1
24. ↑  プルタルコス, 「フィロポイメン」, 16
25. ↑  パウサニアス, VIII, 51, 3
26. ↑  プルタルコス, 「フィロポイメン」, 17
27. ↑  ibid, 18
28. ↑  ibid, 20
29. ↑  ibid, 21